# Ric Flair
Ric Flair (n. 25 februarie 1949 și numit după adopția survenită la câteva săptămâni de la naștere Richard Morgan Fliehr) este un wrestler retras american legendar ce a activat în WWE.
Cunoscut și sub pseudonimul The Nature Boy, Flair este unul din wrestlerii care a dominat lumea wrestlingului la mijlocul anilor '70. WWE îl creditează ca fiind deținătorul a 16 titluri mondiale de campion World Heavyweight Championship.

## 2002-2009

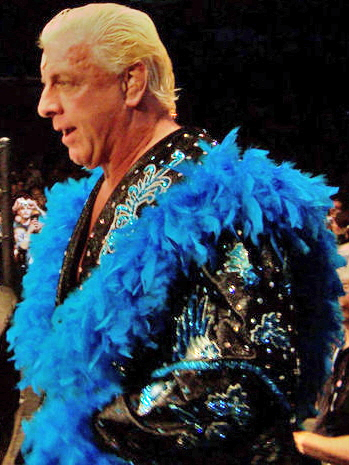
Ric Flair

Ric Flair și Triple H formează un stable care se numește Evolution din care mai fac parte Dave Batista și Randy Orton. Ric Flair este trecutul wrestlingului cu un bogat palmares de 16 centuri mondiale la categoria grea(World Heavyweight Champion), Triple H este prezentul wrestlingului și liderul acestui grup. Batista și Orton sunt viitorul WWE-ului.
Evolution este unul dintre cele mai puternice grupări care a existat vreodată în lumea wrestlingului. La sfârștiul anului 2003 Ric Flair și Batista câștigă centura la echipe împotriva celor din Dudley Boyz(Tag Team Champion), Randy Orton câștigă titlul Intercontinental în fața lui RVD ,iar Triple H își recâștigă titlul mondial(World Heavyweight Champion) în fața unui Triple Threat împotriva lui Goldberg și Kane.
Evolution se destramă în octombrie 2005. Ric Flair este atacat de Triple H la RAW cu un sledgehammer iar conflictul dintre cei doi durează ceva vreme de la Taboo Tuesday(2005) până la Survivor Series(2005). Ric Flair iese câștigător la Survivor într-un Hell in a cell.
În 2008 Ric Flair spune stop WWE-ului și se retrage din lumea wreslingului după ce a pierdut un meci cu Shawn Michaels unde își punea în joc cariera. Ziua următoare după eveniment este aplaudat de toți colegii săi și aclamat de fanii acestei legende.
În 2010 Ric Flair se duce în TNA.(Total Non-stop Action)

## Titluri și premii câștigate

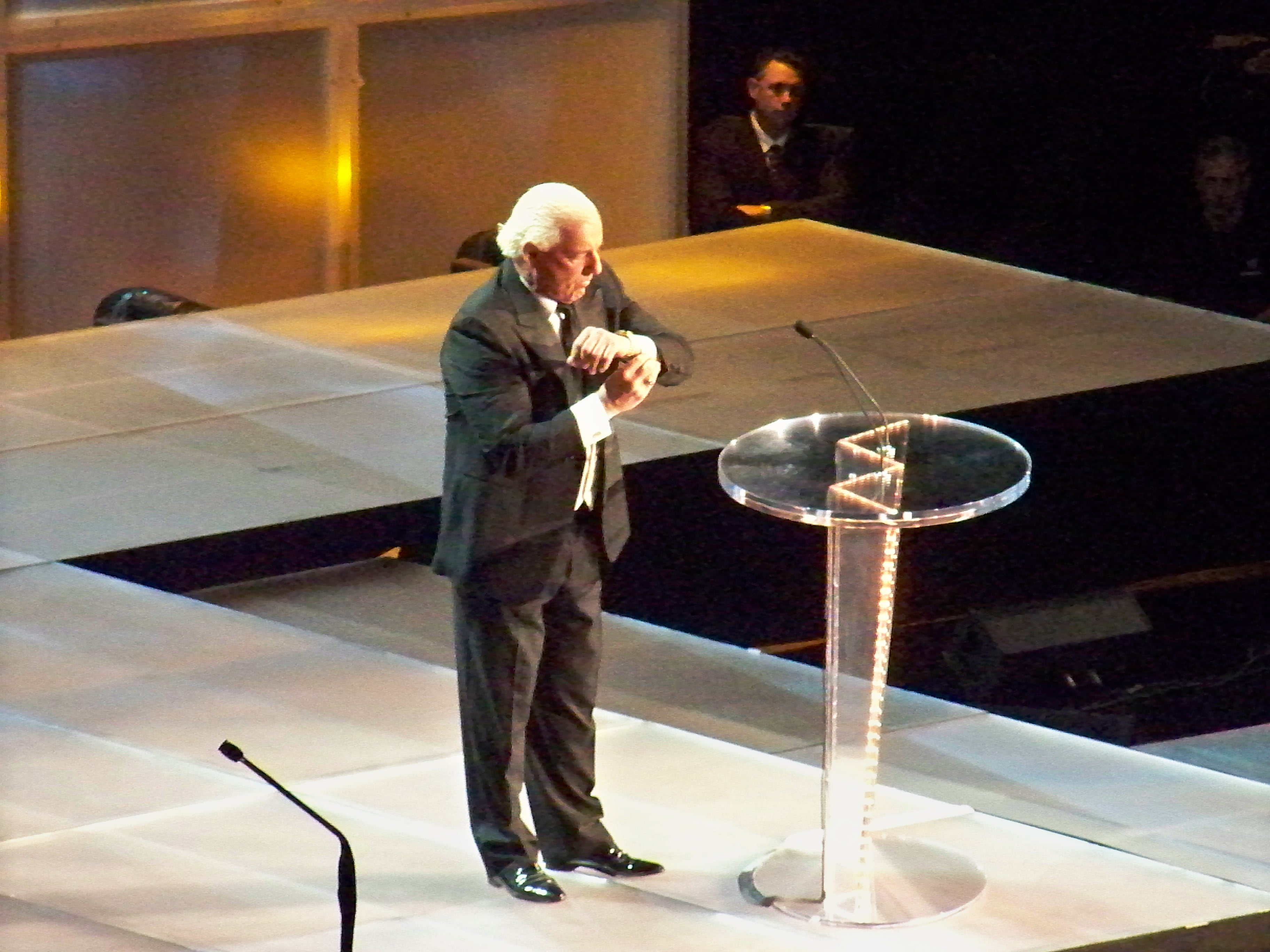
Flair was inducted into the WWE Hall of Fame in 2008 for his singles career

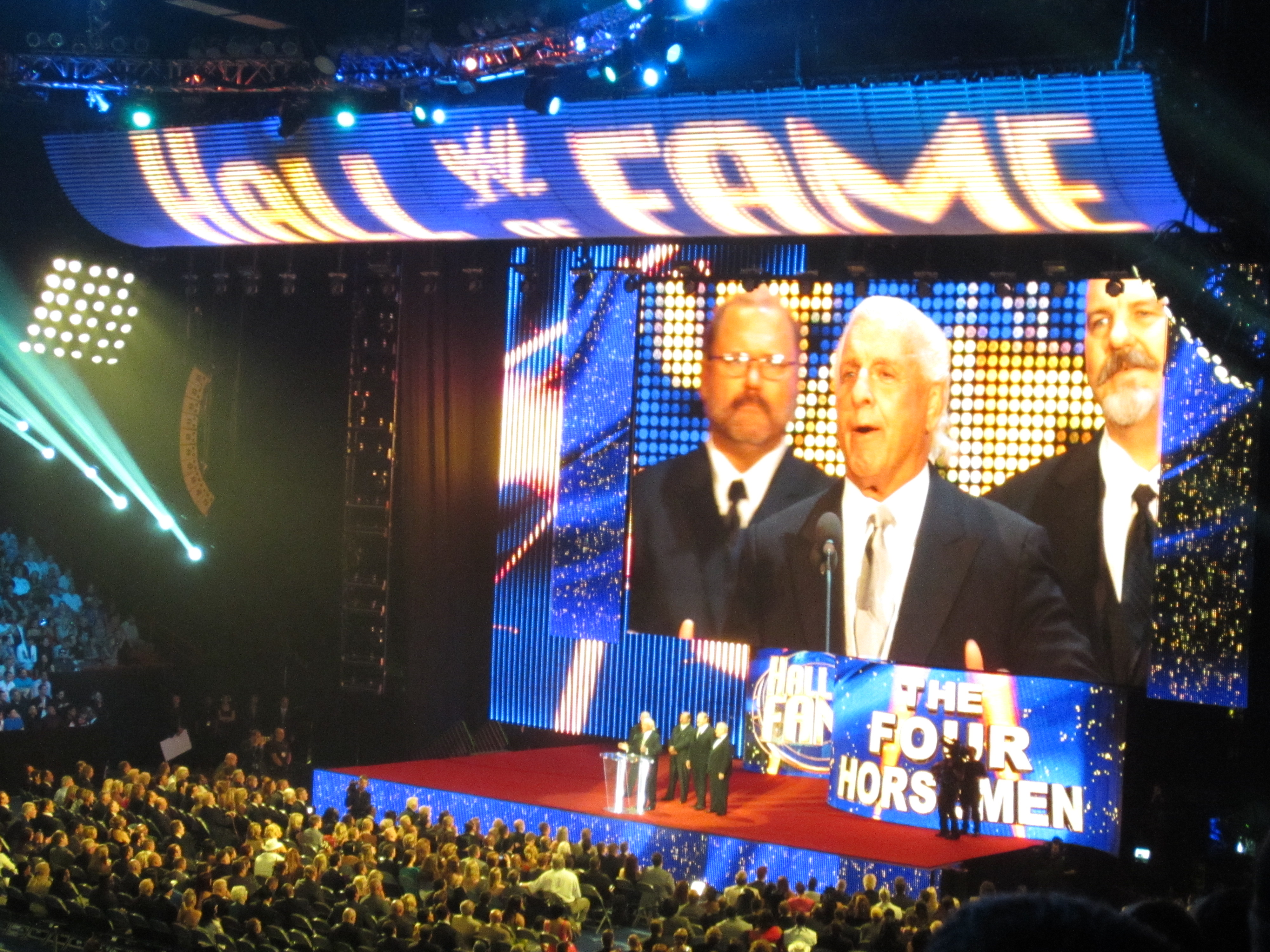
Flair was also inducted in 2012 as a member of The Four Horsemen

- International Wrestling Institute and Museum
  - George Tragos/Lou Thesz Hall of Fame (2013)[2]
- Mid-Atlantic Championship Wrestling/Jim Crockett Promotions/World Championship Wrestling
  - WCW World Heavyweight Championship (8 ori)[a][3]
  - WCW International World Heavyweight Championship (2 ori)
  - NWA Mid-Atlantic Heavyweight Championship (3 ori)[4]
  - NWA (Mid Atlantic)/NWA Television Championship (2 ori)[5]
  - NWA (Mid Atlantic)/WCW United States Heavyweight Championship (6 ori)[b][6][7]
  - NWA Mid-Atlantic Tag Team Championship (3 ori) – cu Rip Hawk (1), Greg Valentine (1), și Big John Studd (1)[8]
  - NWA World Tag Team Championship (Mid-Atlantic version) (3 ori) – cu Greg Valentine (2) și Blackjack Mulligan (1)[9]
  - First WCW Triple Crown Champion
- National Wrestling Alliance
  - NWA World Heavyweight Championship (9 ori)[b][10]
  - NWA Hall of Fame (class of 2008)
- Pro Wrestling Illustrated
  - Feud of the Year (1987) The Four Horsemen vs. The Super Powers and The Road Warriors[11]
  - Feudul anului (1988, 1990)  vs. Lex Luger[11]
  - Feudul anului (1989) vs. Terry Funk[11]
  - Inspirational Wrestler of the Year (2008)[11]
  - Meciul anului (1983) vs. Harley Race (10 iunie)[11]
  - Meciul anului (1984) vs. Kerry Von Erich at Parade of Champions 1[11]
  - Meciul anului (1986) vs. Dusty Rhodes at The Great American Bash in a steel cage match[11]
  - Meciul anului (1989) vs. Ricky Steamboat at WrestleWar[11]
  - Meciul anului (2008) vs. Shawn Michaels at WrestleMania XXIV[11]
  - Meciul deceniului (2000–2009) vs. Shawn Michaels at WrestleMania XXIV
  - Cel mai urăt wrestler al anului (1978, 1987)[11]
  - Rookie of the Year (1975)[11]
  - Stanley Weston Award (2008)[11]
  - Wrestlerul anului (1981, 1984–1986, 1989, 1992)[11]
  - PWI clasat #3 în top 500 wrestleri în PWI 500 în 1991, 1992, și 1994[12][13][14]
  - PWI clasat #2 în top 500 wrestleri în PWI 500 în 2003[15]
- Professional Wrestling Hall of Fame and Museum
  - Class of 2006[16]
- St. Louis Wrestling Club
  - NWA Missouri Heavyweight Championship (1 dată)[17]
- St. Louis Wrestling Hall of Fame
  - Class of 2007
- World Wrestling Federation/Entertainment
  - World Tag Team Championship (3 ori) – cu Batista (2) și Roddy Piper (1)[18]
  - WWE Intercontinental Championship (1 dată)[18]
  - WWF World Heavyweight Championship (2 ori)[18]
  - Royal Rumble (1992)[18]
  - Thirteenth Triple Crown Champion
  - Slammy Award pentru Meciul Anului (2008) vs. Shawn Michaels la WrestleMania XXIV
  - WWE Hall of Fame (2 ori)
    - Clasa din 2008 pentru cariera sa individuală
    - Clasa din 2012 ca membru a The Four Horsemen
- Wrestling Observer Newsletter

  - 5 Star Match (1987) vs. Barry Windham at the Crockett Cup on April 11
  - 5 Star Match (1986) vs. Barry Windham at CWF Battle Of The Belts 2
  - 5 Star Match (1989) vs. Ricky Steamboat at Chi-Town Rumble
  - 5 Star Match (1989) vs. Ricky Steamboat in a two-of-out-three falls match at Clash of the Champions VI: Ragin' Cajun
  - 5 Star Match (1989) vs. Ricky Steamboat at WrestleWar
  - 5 Star Match (1989) vs. Terry Funk in a "I Quit" match at Clash of the Champions IX: New York Knockouts
  - 5 Star Match (1991) with Barry Windham, Larry Zbyszko, and Sid Vicious vs. Brian Pillman, Sting, Rick Steiner, and Scott Steiner in a War Games match at WrestleWar
  - 5 Star Match (1987) with Arn Anderson,Lex Luger, The War Machine, and Tully Blanchard vs. Animal, Dusty Rhodes, Hawk, Nikita Koloff, Paul Ellering in a War Games match at NWA The Great American Bash '87 (FL)
  - Best Heel (1990)
  - Best Interviews (1991, 1992, 1994)
  - Feud of the Year (1989) vs. Terry Funk 
  - Match of the Year (1983) vs. Harley Race in a steel cage match at Starrcade
  - Match of the Year (1986) vs. Barry Windham at Battle of the Belts II on February 14
  - Match of the Year (1988) vs. Sting at Clash of the Champions I 
  - Match of the Year (1989) vs. Ricky Steamboat at Clash of the Champions VI: Rajin' Cajun
  - Most Charismatic (1980, 1982–1984, 1993)
  - Most Outstanding (1986, 1987, 1989)
  - Readers' Favorite Wrestler (1984–1993, 1996)
  - Worst Feud of the Year (1990) vs. The Junkyard Dog
  - Worst Worked Match of the Year (1996) with Arn Anderson, Meng, The Barbarian, Lex Luger, Kevin Sullivan, Z-Gangsta, and The Ultimate Solution vs. Hulk Hogan and Randy Savage in a Towers of Doom match at Uncensored
  - Wrestler of the Year (1982–1986, 1989, 1990, 1992)
  - Most Disgusting Promotional Tactic (1994) Retirement angle
  - Wrestling Observer Newsletter Hall of Fame (class of 1996)